# Редікул
РЕДІ́КУЛ, Редікулус (лат. Rediculus від redeo — повертаю) — римське божество, що походить можливо від Лар і яке примушувало ворогів до відступу. Йому приписують з'явлення Ганнібалу і примушення його до поверненню у Карфагену. Після повернення Ганнібала до Карфагену біля Капенської брами у Римі Редікулу  був присвячений храм Rediculus Tutanus  - богу повернення і захисту.